# Гера (язык)
Гера (также герава, гере, равам; англ. gerawa, gere, rawam; самоназвание: fyandigere) — один из языков западночадской ветви чадской семьи.
Распространён в северо-восточных районах Нигерии. Численность говорящих — около 200 000 человек (1995). Язык бесписьменный.

## О названии
Самоназвание языка гера — fyandigere, самоназвание народа гера — laa fyandigere (в единственном числе), fyandigere (во множественном числе). В языках соседних этнических групп народ гера известен под названием герава (gerawa).

## Классификация
В соответствии с классификацией чадских языков, предложенной американским лингвистом Полом Ньюманом, язык гера вместе с языками беле, боле (боланчи), дено (куби), галамбу, герума, канакуру (дера), карекаре, кирфи, купто, квами, маха, нгамо, перо, пийя (вуркум) и тангале входит в группу боле западночадской языковой ветви (в других классификациях, включая классификацию, опубликованную в лингвистическом энциклопедическом словаре в статье В. Я. Порхомовского «Чадские языки»,  данная группа упоминается под названием боле-тангле, или боле-тангале). Согласно исследованиям Пола Ньюмана, в пределах группы боле (или A.2) язык гера включается в кластер языков собственно боле подгруппы боле, а сама группа входит в подветвь западночадских языков A. Эта классификация приведена, в частности, в справочнике языков мира Ethnologue.
В базе данных по языкам мира Glottolog даётся более подробная классификация языков подгруппы боле, составленная Расселом Шухом. В ней язык гера вместе с языком герума отнесён к кластеру гера-герума, который в свою очередь последовательно включается в следующие языковые объединения: языки гера-герума-куби-дено, языки ядерные боле и языки боле. Последние вместе с языками тангале составляют группу западночадских языков A A.2.
Согласно классификации афразийских языков чешского лингвиста Вацлава Блажека, язык гера отнесён к подгруппе языков боле-тангале, в которой представлены два языковых объединения: в первое вместе с гера входят языки боле, нгамо, маха, кирфи, галамбу, карекаре, герума, дено, куби, беле, во второе — языки тангале, перо и дера. Подгруппа боле-тангале вместе с ангасской подгруппой в данной классификации являются частью боле-ангасской группы, входящей в свою очередь в одну из двух подветвей западночадской языковой ветви.
В классификации афразийских языков британского лингвиста Роджера Бленча гера вместе с языками герума, дено, буре, куби, гииво (кирфи), галамбу и даза образует языковое единство, входящее в объединение «a» подгруппы боле (или северной подгруппы) группы боле-нгас подветви западночадских языков A.
В классификации чадских языков, опубликованной в работе С. А. Бурлак и С. А. Старостина «Сравнительно-историческое языкознание», язык гера входит в группу боле-тангале подветви собственно западночадских языков.

## Лингвогеография

### Ареал и численность
Область распространения языка гера размещена в северо-восточной Нигерии на территории штата Баучи, в районах Баучи и Ганджува, включая город Баучи и его окрестности. По данным Роджера Бленча носители языка гера живут по меньшей мере в 30 селениях.
Ареал языка гера полностью находится в окружении ареалов близкородственных западночадских языков, не считая небольшого района на юге, в котором к области распространения гера примыкает ареал бантоидного языка джаравской группы лабир. В северных и восточных районах ареал языка гера по большей части граничит с ареалом языка хауса, исключение составляют район северо-востока, в котором ареал гера соседствует с ареалом языка дено, и часть восточных районов, в которых к ареалу гера примыкают ареалы языков буре и гииво (кирфи). На юге ареал языка гера граничит с ареалом языка галамбу, на юго-западе — с ареалами языков гурунтум, тала, зангвал и геджи, на западе — с ареалом языка герума.
Численность носителей языка гера по данным 1971 года составляла 13 300 человек. Согласно данным справочника Ethnologue, в 1995 году численность говорящих на гера оценивалась в 200 000 человек. По современным оценкам сайта Joshua Project численность носителей этого языка составляет 379 000 человек (2016).

### Социолингвистические сведения
Согласно данным сайта Ethnologue, степень сохранности языка гера является устойчивой. Язык используется в быту всеми поколениями представителей этнической общности гера, включая младшее поколение. Кроме того, языком гера владеют некоторые этнические группы, живущие в соседстве с народом гера, в частности, как второй язык гера распространён среди носителей джаравского языка шики. Несмотря на стабильное положение гера, в последнее время наблюдается процесс вытеснения его из сферы повседневного общения, как и многих других малочисленных языков северо-восточной Нигерии, языком хауса. Стандартной формы у языка гера нет. По вероисповеданию представители гера в основном являются мусульманами, часть гера придерживаются традиционных верований.